# مهدی اعتمادسعید
مهدی اعتمادسعید (زاده ۱۳۶۱، تهران) بازیگر، نمایش‌پرداز، فعال سیاسی-اجتماعی حقوق بشر و تسهیلگر(مربی) مهارت‌های فردی است.

## فعالیت‌ها
اعتمادسعید دانش‌آموخته رشته ریاضی محض در دانشگاه صنعتی شریف و کارگردانی در دانشگاه هنر تهران است. او عضو هیئت مؤسس و عضو اصلی گروه نمایش آو، عضو گروه نمایش میمیک و عضو گروه تئاتر دانشگاه شریف بوده‌است.
او از سال ۱۳۸۵ فعالیت حرفه‌ای خود در تئاتر را آغاز کرد و در جشنواره تئاتر دانشگاهی سال ۱۳۸۷ جایزه سوم بازیگر مرد را برای نمایش پاره‌سنگ در جیب‌هایش به دست آورد. در سال ۱۳۹۲ در نمایش یرما به کارگردانی علی رفیعی بازی کرد. در سال ۱۳۹۴ برای بازی در نمایش وقتی ما مردگان برمی‌خیزیم به کارگردانی شهاب آگاهی، نامزد دریافت جایزه بهترین بازیگر مرد در سی و چهارمین جشنواره بین‌المللی تئاتر فجر شد.
اعتمادسعید از سال ۱۳۹۵، پروژه‌ای اجتماعی به نام «پرتآپ» را راه‌اندازی کرد که هدف از آن به گفته وی «شاد کردن کودکان» به شکل «داوطلبانه و عام‌المنفعه» و بدون وابستگی به نهادها و سازمان‌ها بود. در یکی از برنامه‌های این استارت‌آپ به نام «جمعه بازی»، او با همکاری داوطلبان در پارک‌ها یا مناطق محروم و سانحه‌دیده با کودکان بازی می‌کرد.

## بازداشت
اعتمادسعید، روز جمعه، ۱۹ خرداد ۱۴۰۲، در پارک لاله، در حالی که مثل هر هفته با کودکان و خانواده‌هایشان مشغول بازی بود، بازداشت شد. نیروهای امنیتی ابتدا جمعیت را متفرق کردند سپس او و همسر و کودک خردسالش را تا ماشین تعقیب و در نهایت اعتمادسعید را بازداشت کردند. اتهام اولیه او «تشویق به فساد و فحشا» گفته شده‌است. به گزارش دویچه وله به نقل از نزدیکان اعتمادسعید او از داشتن وکیل محروم است.
در ۲۵ مرداد ۱۴۰۲، همسر او، نرگس سرداری، نیز بازداشت شد.

## آثار

### در تئاتر

#### طراح، بازی
- به سوی آسمان، تئاتر خیابانی، ۱۳۸۲[۱]
- غول‌های کودکی من، تئاتر خیابانی، ۱۳۸۸[۱]

#### بازی
- زشت (علی پروشانی)، ۱۳۸۱[۱]
- باران (علی پروشانی)، ۱۳۸۱[۱]
- پاره‌سنگ در جیب‌هایش (سهیل اعرابی)، ۱۳۸۶–۱۳۸۷[۱]
- آژاکس (بابک مهری)، ۱۳۸۹[۱]
- ارد ویسور اناهیته، ۱۳۸۹[۱]
- یرما، (علی رفیعی)، ۱۳۹۲[۷]
- وقتی ما مردگان برمی‌خیزیم، شهاب آگاهی، ۱۳۹۴[۳]

#### اجراگر
- ابراهیم، (بابک مهری)، ۱۳۸۹[۱]

### در سینما
- هجوم، (شهرام مکری)، ۱۳۹۶
- پوست خرس(فیلم کوتاه)،(محمد مهدی باقری )۱۳۹۷
- کناره(فیلم کوتاه ۱۳۹۸) ، (مجید شهبازی) ۱۳۹۸
- اکنون این منم (فیلم کوتاه۱۳۹۱)،(مجید شهبازی) ۱۳۹۱

|